# Lisa Maria Schachtschneider

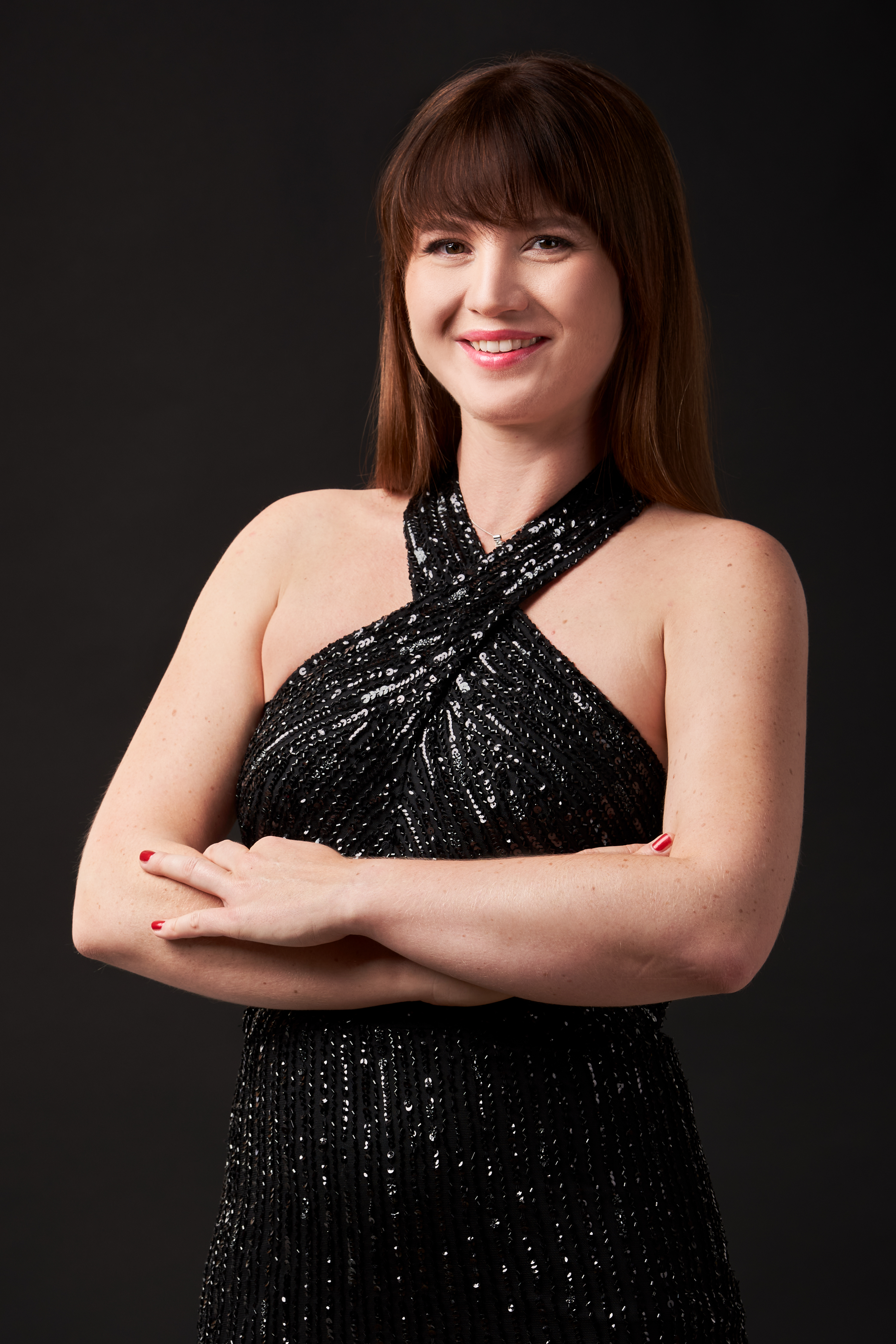
Lisa Maria Schachtschneider (2020)

Lisa Maria Schachtschneider (* in Berlin) ist eine deutsche Pianistin und Pädagogin.

## Vita
Lisa Maria Schachtschneider ist Konzertpianistin und Klavierpädagogin. Regelmäßig tritt sie mit großem Erfolg im deutschsprachigen Raum auf.
In Deutschland konzertierte sie unter anderem im Fürther Stadttheater mit dem Kammerorchester „Academia Sancta Katherina“ unter der Leitung von Werner Andreas Albert, im großen Saal der Nürnberger Meistersingerhalle, im Kempinski Hotel in Falkenstein, im Erlanger Schlossgarten, im historischen Nürnberger Rathaussaal, im Dom- und Diözesanmuseum Trier, in der Klaviermanufaktur Steingraeber & Söhne in der Konzertreihe „Junge Meisterpianisten“ in Bayreuth, bei den Klosterkonzerten Maulbronn, im Berliner „Salon Notenfänger“, im Würzburger Gartenpavillon der Stiftung Juliusspital, bei den „Edelsteinserenaden“ in Herrstein und im „Gredinger Rathausfoyer“.
In der Schweiz trat sie unter anderem auf in der Kirche Dreikönigen, im Belvoirpark, in den Hotels Park Hyatt und Hilton Zürich Airport in Zürich auf, im „Konzertzyklus Altstätten“, auf Schloss Wartegg im Duo mit der Cellistin Katharina Weißenbacher und in der Konzertreihe „KiSSS“ in der Ostschweiz, auf Schloss Freudenfels in Eschenz und auf Schloss Meggenhorn bei Luzern. In Kanada trat sie in der University of British Columbia und in Squamish auf.
Im Januar 2021 ist Lisa Maria Schachtschneiders Debüt-CD „Feminae – the female in music“ bei dem renommierten Label „ARS Produktion“ erschienen. Die CD-Produktion wurde von der „Rheintaler Kulturstiftung“ gefördert und hat auch aufgrund der hochaktuellen Thematik des Albums ein großes internationales Medienecho erzeugt. Im Focus von „Feminae – the female in music“ steht die immer noch ungleiche Geschlechter-Verteilung in Spitzenpositionen der klassischen Musikbranche. Zu hören sind Werke weiblicher Komponistinnen rund um das Ehepaar Clara und Robert Schumann.
Lisa Maria Schachtschneider wurde in Berlin geboren, wuchs in Hamburg auf und erhielt dort ihren ersten Klavierunterricht im Alter von 5 Jahren an einer Musikschule. Ihr musikpädagogisches Diplom absolvierte sie an der Musikhochschule Nürnberg bei Wolfgang Manz und ihr künstlerisches Diplom und Konzertdiplom bei Bernd Glemser an der Hochschule für Musik Würzburg.
Lisa Maria Schachtschneider konnte zahlreiche Stipendien und sowohl musikhochschulinterne als auch nationale und internationale Preise erringen. Sie ist Preisträgerin des internationalen Klavierwettbewerb „Concorso Internazionale di Esecuzione Strumentale e Vocale Premio Rovere D’Oro 2011“, erhielt einen Förderpreis der Musikhochschule Nürnberg für besondere Leistungen in der Studienrichtung Musikpädagogik, den 1. „Musikförderpreis“ der „Hans-Sachs-Loge Nürnberg“, einen Kammermusik-Förderpreis des Mozartverein Nürnberg, den „Leonhard und Ida Wolf Gedächtnispreis zur Förderung herausragender junger Künstler in den Städten Nürnberg und Fürth sowie im Bezirk Mittelfranken“ und war Stipendiatin der von dem berühmten Geiger Yehudi Menuhin gegründeten Stiftung „live music now“.
Nachhaltige künstlerische Impulse und Anregungen hat sie durch die Zusammenarbeit mit der Gesangsklasse des berühmten Wagner-Tenors Siegfried Jerusalem während ihrer Studienzeit sowie durch Meisterkurse und Klavierakademien renommierter Professoren erhalten, unter anderem bei Dmitri Bashkirov, Karl-Heinz Kämmerling, Lev Naumov, Oxana Yablonskaja, Vitaly und Jura Margulis, Cécile Ousset, Felix Gottlieb, Stanislav Pochekin, Boris Petrushansky, Lev Natochenny, Marta Guliash, Claude Frank und Peter Feuchtwanger.
Von 2009 bis 2014 hatte Lisa Maria Schachtschneider einen Lehrauftrag im Fach Klavier am Institut für Musikpädagogik der Universität Würzburg und von 2012 bis 2015 einen Lehrauftrag für Klavier an der Musikhochschule Würzburg.
Seit 2013 lebt Lisa Maria Schachtschneider in Altstätten im St. Galler Rheintal in der Schweiz und hat eine Stelle als Klavierpädagogin an der Musikschule Oberrheintal.

## Auszeichnungen
- 5. Preis beim internationalen Wettbewerb „Concorso Internazionale di Esecuzione Strumentale e Vocale Premio Rovere D’Oro“ (2011)
- 2. Preis beim Klavierwettbewerb des Musikakademie Würzburg (2006)
- 3. Preis beim Klavierwettbewerb des Lions-Club Kassel: „Lions-Förderpreis für junge Musikerinnen und Musiker“ (2006)
- 2. Preis der Musikhochschule Nürnberg für besondere Leistungen im Fach Musikpädagogik (2005)[11]
- 1. Preis der Hans-Sachs-Loge Nürnberg „Musikförderpreis“ (2004)
- 3. Preis „Karl Drechsel Förderpreis“ Nürnberg (2004)
- Kammermusik-Förderpreis des „Mozartvereins“ Nürnberg (2003)
- „Leonhard und Ida Wolf Gedächtnispreis zur Förderung herausragender junger Künstler in den Städten Nürnberg und Fürth sowie im Bezirk Mittelfranken“ (2003)[12]

## Diskographie
- „FEMINAE – the female in music“, ARS Produktion (2021)
- „PLANET EARTH – as within so without“, ARS Produktion (2025)